# Kuta Lengat Selian
Kuta Lengat Selian is een bestuurslaag in het regentschap Aceh Tenggara van de provincie Atjeh, Indonesië. Kuta Lengat Selian telt 294 inwoners (volkstelling 2010).